# Monastero delle Canonichesse Regolari Lateranensi
Il monastero delle Canonichesse Regolari Lateranensi di Caldarola sorge nella parte alta del centro storico, nelle strette vicinanze del castello Pallotta.

## Storia
Il monastero delle Canonichesse Regolari Lateranensi è dedicato a santa Caterina fu fatto edificare dal cardinale Evangelista Pallotta con lo scopo di ospitare a sue spese oltre a 15 suore anche 10 zitelle della terra di Caldarola.
Accanto al monastero il cardinale edificò, al posto di San Martino in castrum vetus, la chiesa di Santa Caterina, ponendola sotto la gestione dello stesso monastero e impose la presenza di due cappellani confessori. (cit. Barlesi)
Proprio per la presenza del monastero, come riferisce il conte Desiderio Pallotta, la vecchia torre del castrum, venne distrutta affinché cessassero le molestie da parte di numerosi curiosi nei confronti delle canonichesse. «Si fece credere che dalla sua cima qualche curioso potesse spingere lo sguardo indiscreto nel recinto del vicino convento delle monache, che un cardinale aveva istituito. Per eliminare l'inconveniente, bastava murare la porta, o togliere le scale di legno, fu invece demolita.»
Negli affreschi interni del castello Pallotta, in un'immagine del castrum si vedono in alto a destra due torri, una probabilmente del campanile della Chiesa di San Gregorio in castro veteri e l'altra della torre prima della demolizione o del campanile di San Martino sempre in castro veteri. Dalla prima, datata 1º novembre 1589, risulta che il pontefice Sisto V, approva l'iniziativa del cardinale Evangelista Pallotta e del fratello Martino, di costruire il monastero, ove era la chiesa di San Martino in rovina, per le monache agostiniane dotandola di chiostro, dormitorio, refettorio e chiesa dedicata a santa Caterina.
Il titolo di san Martino fu trasferito ad una nuova chiesa in costruzione, vicino al palazzo di piazza.
Il monastero ebbe una badessa, almeno nove monache, la chiesa, il cimitero, il campanile, le campane, il chiostro, il refettorio, il dormitorio, le celle, le porte ... due cappellani. Il cardinale provvide inoltre al sostentamento della comunità.
Il giuspatronato venne concesso a Martino Pallotta e discendenti; questa carica consentiva a Martino di intervenire nella nomina dell'abbadessa e nell'ammissione delle monache.
Il 29 settembre 1595, festa di San Michele Arcangelo fu aperto, con solenne rito, il monastero di Santa Caterina.
Lo stesso Cardinale Evangelista, fondatore, accettò e vesti di propria mano dodici aspiranti, nel medesimo tempo fece venire tre monache Canonichesse Regolari Lateranensi del monastero di San Bartolomeo di Ancona per istruire queste novizie che seguirono la Regola di Sant'Agostino e le Costituzioni composte dallo stesso Cardinale.
Il giorno 8 luglio 1799, per timore che le truppe francesi invadessero Caldarola, le monache pensarono di sottrarsi al furore dei soldati, infatti furono portate in segreto nella Valdiola, nella Casa di Villeggiatura del Conte Giammario Pallotta. Fu la prima volta che le monache dovevano rompere la clausura, ma la prudenza lo esigeva, infatti a Macerata subirono molti insulti dai soldati francesi. Questo provvedimento fu provvidenziale perché il 28 luglio 1799, alle ore 23, ci fu una terribile scossa di terremoto che, replicando con maggior veemenza alle ore 3 della notte, quasi distrusse il monastero. In questo frangente, le monache furono costrette a vivere in aperta campagna. Dopo diverse istanze, trovarono asilo in un altro convento dei P.P. conventuali che poco avevano sofferto per il terremoto e che si trovavano nella zona.
Il 29 settembre 1806, lo stesso giorno in cui entrarono per la prima volta in clausura, le religiose alla fondazione del monastero, le monache fecero il loro ingresso nel monastero restaurato.
Nel 1860, al tempo della soppressione, avvenuta con la caduta del Governo pontificio, le monache perdettero tutto, però il monastero fu acquistato dalla famiglia dei Conti Pallotta che dette così la possibilità alle medesime di continuare a vivere la loro vita di clausura sia pur in maggior povertà.
Nel 1862 Giuseppe Pallotta fece ornare con elegante architettura rinascimentale il cortile del castello. Il conte Desiderio Pallotta nel 1885 restaurò il cassero, la torre al lato nord, la merlatura guelfa, il cammino di ronda e il ponte levatoio.
Il 26 agosto 1934 morì senza eredi Desiderio Pallotta, ma lasciò il complesso castellare restaurato nella sua maestà e bellezza.